# Серый сокол
Серый со́кол (лат. Falco hypoleucos) — вид птиц из семейства соколиных.

## Распространение
Эндемики Австралии. Обычно местами их обитания считают аридные внутренние области континента. Возможно, это редчайшие из австралийских соколов, которые нечасто встречались исторически.

## Описание

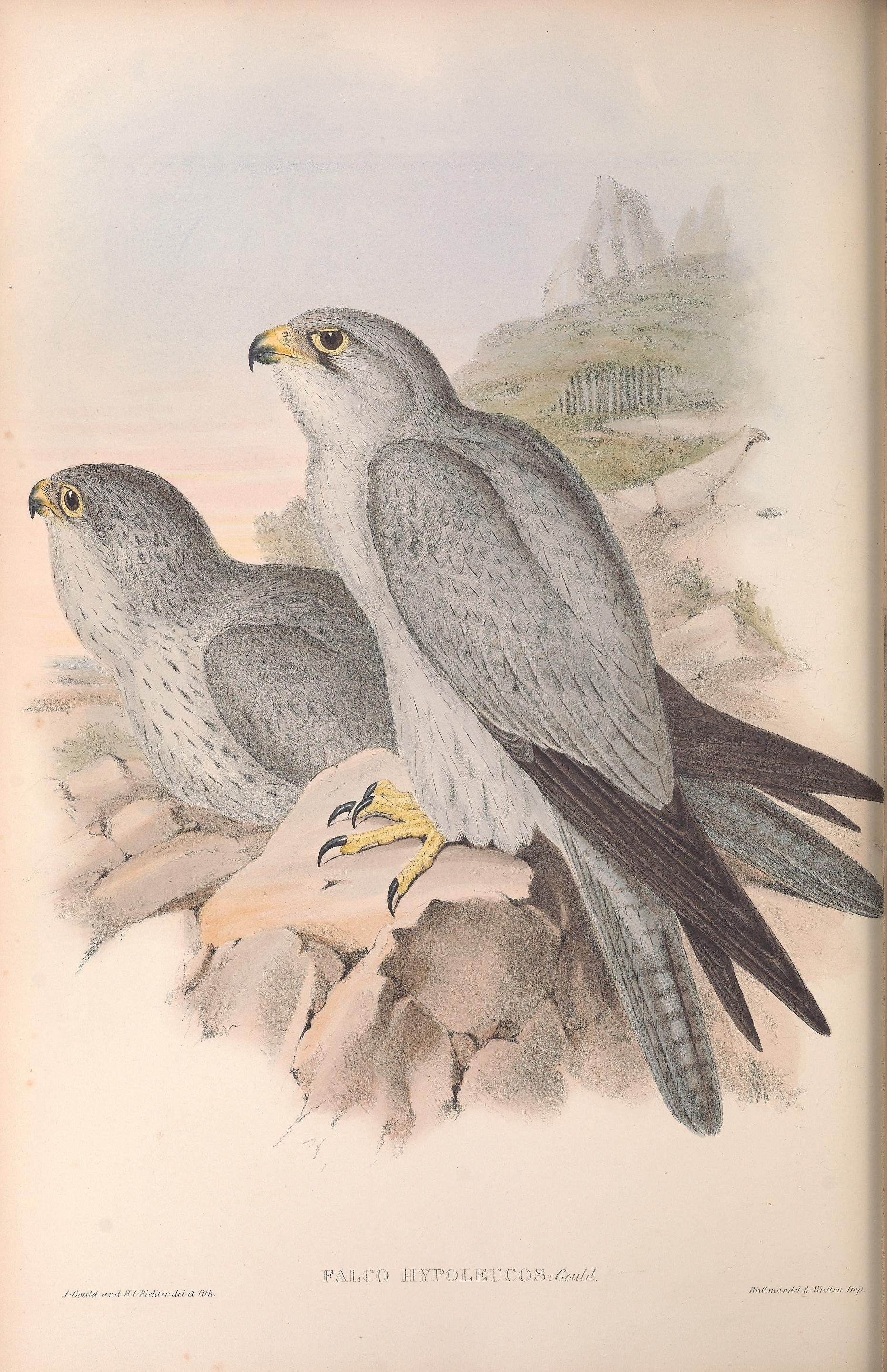
Литография незрелой (слева) и взрослой особей, 1848

Верхние части тела птицы преимущественно серые, нижние — белые. Кончики лётных перьев темнее. Молодые птицы окрашены в более тёмной гамме. Длина тела взрослых особей 30—45 см, размах крыльев 85—95 см, весят 350—600 г. Самки крупнее самцов.

## Биология
Питаются почти исключительно другими птицами, а также мелкими млекопитающими, рептилиями и беспозвоночными.

## Охранный статус
МСОП присвоил виду охранный статус VU.